# Chaozhou (Pingtung)
Chaozhou, oder auch Chaojhou (chinesisch 潮州鎮, Pinyin Cháozhōu Zhèn, Tongyong Pinyin Cháojhou Jhèn, Pe̍h-ōe-jī Tiô-chiu-tìn), ist eine Stadtgemeinde im Landkreis Pingtung auf Taiwan (Republik China).

## Lage
Chaozhou liegt etwa im Zentrum der Pingtung-Ebene, einer ausgedehnten Schwemmebene, die sich im Landkreis Pingtung westlich des Gebirgsmassivs des Zentralgebirges erstreckt. Das Terrain ist überwiegend flach und ohne größere Erhebungen. Einen Teil der nordwestlichen Begrenzung wird vom kleinen Flüsschen Donggang (東港溪,  Dōnggǎng Xī) gebildet. Etwa zwei bis vier Kilometer südöstlich von Chaozhou verläuft der etwas größere Fluss Linbian (林邊溪,  Línbiān Xī).
Die benachbarten Gemeinden sind Zhutian im Nordwesten, Wanluan im Nordosten und Osten, Xinpi im Süden und Kanding im Westen.

## Geschichte
Die Siedlung wurde im 18. Jahrhundert von Einwanderern aus der Gegend der heutigen Großstadt Chaozhou in der festlandchinesischen Provinz Guangdong gegründet und erhielt daher ihren Namen. Der anfängliche Name des Ortes war Cháozhuāng (潮庄 – „Flut-Dorf“). Nachdem Taiwan 1895 an Japan gekommen war, wurde die Verwaltung mehrfach neu organisiert und im Jahr 1936 erhielt Chaozhou den Status einer „Straße“ (街, japan. Gai, chin. Jiē), d. h. einer städtischen Siedlung. Nach Übergang Taiwans an die Republik China 1945 wurden die japanischen Verwaltungseinheiten weitgehend übernommen und nur umbenannt. Aus der ‚Straße‘ wurde die ‚Stadtgemeinde‘ (鎮,  Zhèn) Chaozhou, anfänglich im Landkreis Kaohsiung und ab 1950 im neu gegründeten Landkreis Pingtung.

## Bevölkerung
In Bezug auf die Einwohnerzahl steht Chaozhou unter den Gemeinden des Landkreises Pingtung nach der Kreishauptstadt Pingtung an zweiter Stelle. Die Bevölkerung besteht mehrheitlich aus Min-Nan-Sprechern. Daneben bilden Hakka mit etwa 30 % einen verhältnismäßig großen Bevölkerungsanteil.
Nach der offiziellen Statistik gehörten Ende 2017 2267 Personen (etwa 4,2 %) den indigenen Völkern an.

## Verwaltungsgliederung
Chaozhou ist in 21 Ortsteile (里,  Li) gegliedert:
| Gliederung von Chaozhou |
|                         |

1 Chaozhou (潮州里)

2 Tongrong (同榮里)

3 Xinrong (新榮里)

4 Xinsheng (新生里)

5 Sanhe (三和里)

6 Wukui (五魁里)

7 Penglai (蓬萊里)

8 Yongchun (永春里)

9 Fuchun (富春里)

10 Guanghua (光華里)

11 Sangong (三共里)

12 Sanxing (三星里)

13  Pengcheng (彭城里)

14 Baye (八爺里)

15 Guangchun (光春里)

16 Xingmei (興美里)

17 Shezi (檨子里)

18 Jiukuai (九塊里)

19 Lundong (崙東里)

20 Silin (泗林里)

21 Sichun (四春里)

## Verkehr
Chaozhou ist verkehrsmäßig relativ intensiv erschlossen. Die großen Straßen nehmen überwiegend einen Nord-Süd-Verlauf und sind durch Querstraßen miteinander verbunden. Am westlichen Gemeinderand verläuft (größtenteils auf dem Gebiet der Nachbargemeinde Kanding) die Nationalstraße 3 (Autobahn) in Nord-Süd-Richtung. Ebenfalls in diese Richtung verläuft durch das Gemeindegebiet (mit einem Bogen um den Siedlungskern) die Provinzstraße 3. Weitere größere Straßen sind die Kreisstraßen 187, 187b (187乙) und 189. Der Bahnhof Chaozhou bildet einen wichtigen Haltepunkt entlang der Pingtung-Linie, die Kaohsiung mit Fangliao im Süden verbindet. Es gibt Überlegungen Chaozhou an die Taiwanische Hochgeschwindigkeitsbahn (THSR) anzuschließen.

## Landwirtschaft, Fischzucht
Trotz des Status als Stadtgemeinde spielt die Landwirtschaft immer noch eine wichtige Rolle. Bekannte Produkte sind Ananas, Bananen, Javaäpfel, Mangos, Litschis, Wassermelonen. Eine gewisse Bedeutung hat auch die Zucht von Zierfischen (afrikanische und südamerikanische Buntbarsche, Koi, Papageienbuntbarsche).

## Tourismus, Sehenswürdigkeiten
Chaozhou ist kein ausgesprochenes Touristenziel und bietet nur verhältnismäßig wenige touristische Attraktionen. Es gibt eine Reihe von kleineren Tempeln, darunter beispielhaft den Chenghuang-Tempel (城隍廟,  Chénghuáng miào) im Ortsteil Sanxing oder den Chaolin-Tempel (朝林宮,  Cháolín Gōng) im Ortsteil Silin. Im Haus zur Geschichte der Chinesischen Oper (戲曲故事館,  Xìqǔ gùshì guǎn), das im Gebäude des früheren Postamtes aus japanischer Zeit untergebracht ist, finden Kulturveranstaltungen und Ausstellungen zur Volkskultur in Pingtung statt. Der Linhousilin-Ebenen-Waldpark (林後四林平地森林園區,  Línhòu sìlín píngdì sēnlín yuánqū) ist ein 2014 eröffneter kleiner, 1005 Hektar umfassender Themenpark zu Natur- und Kunstthemen.

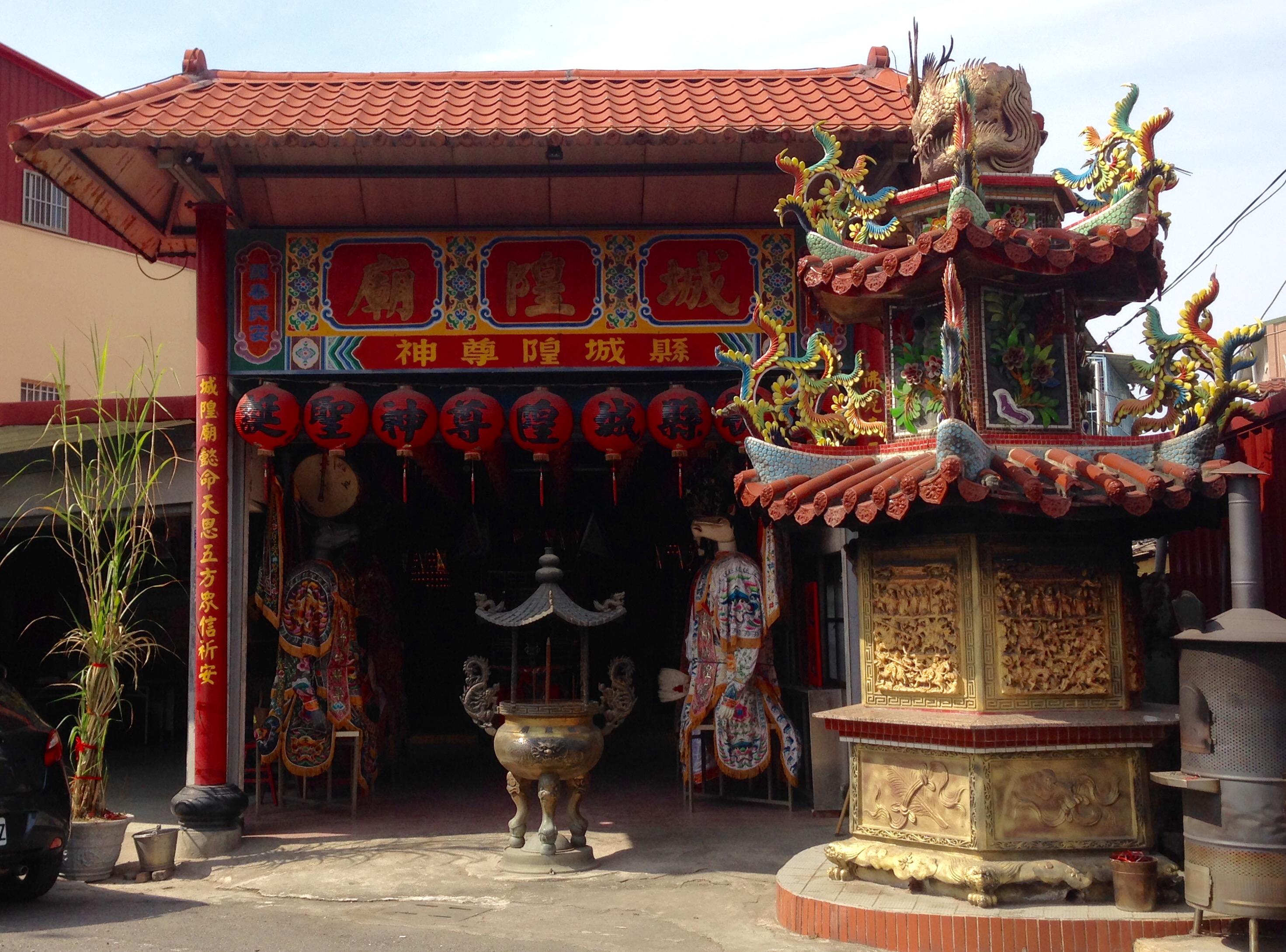
Chenghuang-Tempel
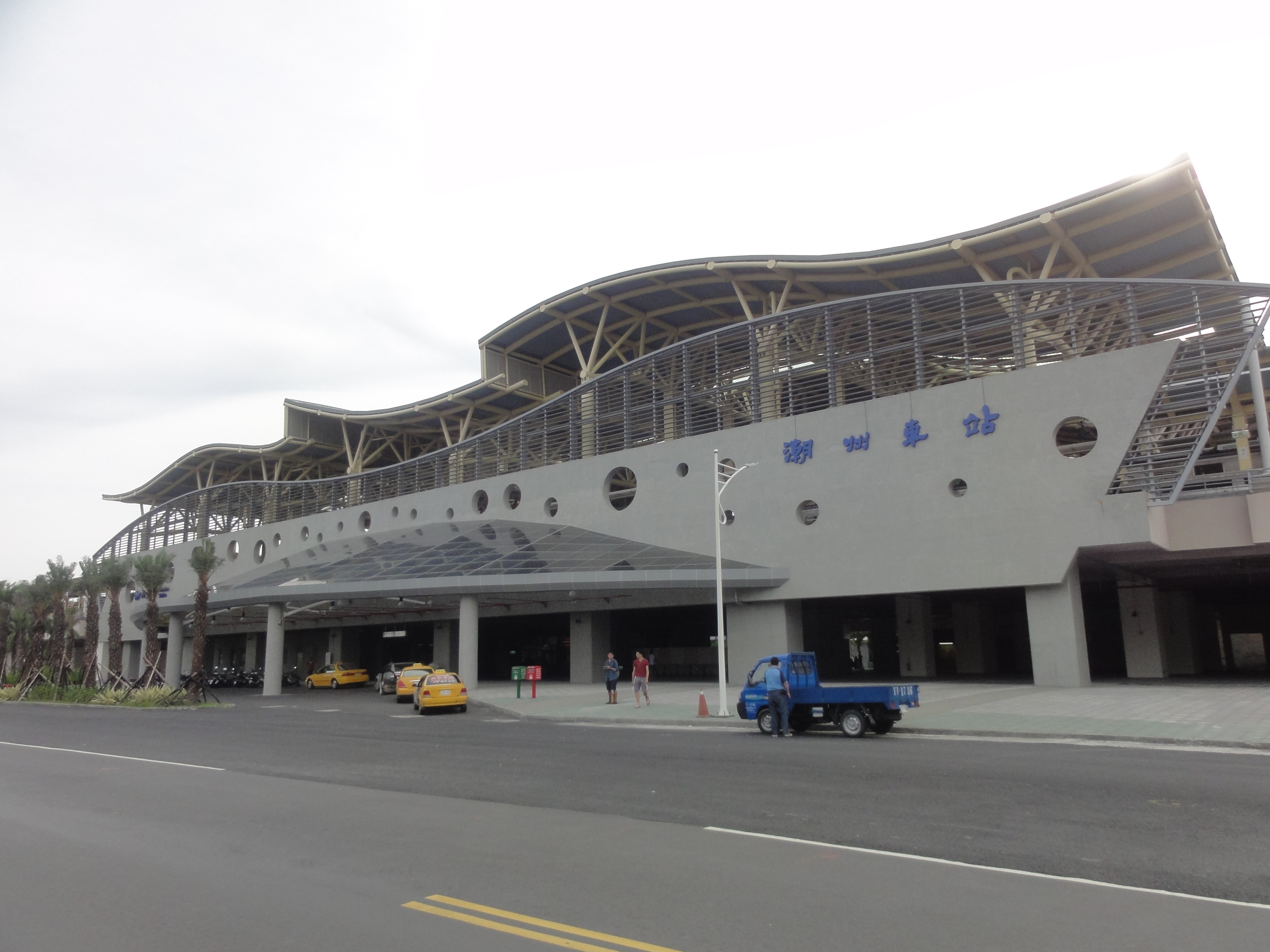
Bahnhof Chaozhou
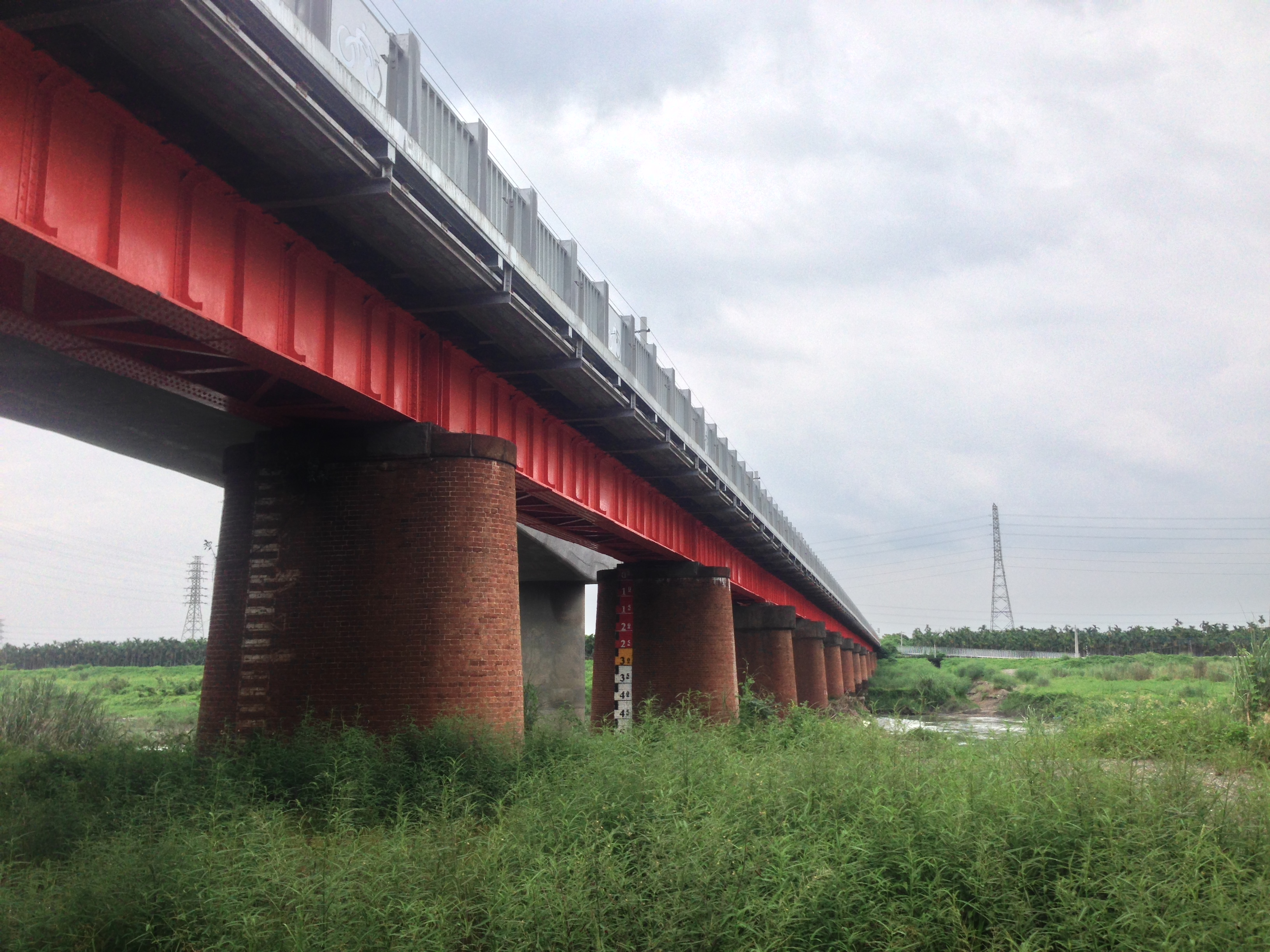
Alte Eisenbahnbrücke